# 522 TCN
522 TCN là một năm trong lịch La Mã.